# Лоосу
Лоосу (ест. Loosu) — село в Естонії, входить до складу волості Виру, повіту Вирумаа.